# ناتالیا لاموسا
ناتالیا لاموسا (انگلیسی: Natalia Llamosa; ۱۴ ژوئن ۱۹۹۷) وزنه‌بردار زن اهل کلمبیا است.
وی در مسابقات کشوری و بین‌المللی در مجموع برندهٔ ۷ مدال طلا، ۳ مدال نقره، ۱ مدال برنز شده‌است.